# Paraleprodera cordifera
Paraleprodera cordifera är en skalbaggsart som först beskrevs av Thomson 1865.  Paraleprodera cordifera ingår i släktet Paraleprodera och familjen långhorningar. Inga underarter finns listade i Catalogue of Life.